# Guerreros de Tabasco
Club Deportivo Guerreros de Tabasco – meksykański klub piłkarski z siedzibą w mieście Tenosique de Pino Suárez, w stanie Tabasco, działający jedynie w 2006 roku.

## Historia
Zespół został założony w połowie 2006 roku na licencji drugoligowej drużyny Delfines de Coatzacoalcos. Domowe mecze rozgrywał na Estadio Ángel Llego Zubieta Valenzuela i istniał zaledwie przez sześć miesięcy, przez cały ten czas występując na zapleczu najwyższej klasy rozgrywkowej – Primera División A, w której nie odniósł żadnego osiągnięcia. Po zakończeniu sezonu Apertura 2006 sprzedał swoją licencję ekipie Club Tijuana.